# Lord-lieutenant de Tyrone
Ceci est une liste de personnes qui ont servi comme Lord Lieutenant de Tyrone. L'office a été créé le 23 août 1831.
- Du Pre Alexander, 2e comte de Caledon: 17 octobre 1831 – 8 avril 1839
- Francis Caulfeild, 2e comte de Charlemont : juin 1839 – 26 décembre 1863
- James Caulfeild, 3e comte de Charlemont : 3 mars 1864 – 12 janvier 1892
- Somerset Lowry-Corry, 4e comte Belmore : 10 février 1892 – 6 avril 1913
- Sir Edward Archdale : 5 août 1913 – 4 juillet 1916
- James Hamilton, 3e duc d'Abercorn: 26 avril 1917 – 1945
- James Ponsonby Galbraith: 25 septembre 1945 – 1er octobre 1950
- James Hamilton, 4e duc d'Abercorn: 8 janvier 1951 – 1979
- John Hamilton-Stubber: 1er mars 1979 – 3 octobre 1986
- James Hamilton, 5e duc d'Abercorn: 20 mars 1987 – 4 juillet 2009
- Robert Lowry Scott : 5 juillet 2009 - présent